# Matrimonio igualitario en Palaos
Palaos no reconoce el matrimonio entre personas del mismo sexo, las uniones civiles ni ninguna otra forma de reconocimiento para las parejas homosexuales. La Constitución de Palaos prohíbe los matrimonios entre personas del mismo sexo desde 2008, aunque en 2019 se lanzó una campaña para derogar esta prohibición.

## Antecedentes
El matrimonio (en palauano: chebechiil) en Palaos seguía tradicionalmente un sistema matrilineal y se caracterizaba por el intercambio formal de alimentos y riquezas prescritos entre los clanes de los cónyuges. Históricamente, los matrimonios eran concertados, pero hoy en día las personas pueden elegir a sus propias parejas. El concubinato (klumengelungel) también se reconoció como una práctica institucionalizada, a pesar de los intentos de las autoridades españolas y alemanas de desaconsejarlo durante la colonización. Además, el cristianismo se introdujo en Palaos durante el período colonial, lo que moldeó las percepciones sociales y culturales sobre la familia y la homosexualidad. Las relaciones sexuales anales entre hombres se convirtieron en ilegales bajo la ley colonial durante esta época. La ley fue derogada con la promulgación de un nuevo código penal en 2014. Sin embargo, la sociedad en general no acepta las relaciones entre personas del mismo sexo, y las personas LGBT siguen sufriendo marginación social y discriminación en la actualidad.
Se desconoce si la sociedad palauana reconoció históricamente una estructura de tercer género de forma similar a otras culturas micronesias, como en Chuuk, donde a estas personas se les conoce como wininmwáán. El término contemporáneo para "homosexual" es mengol a otaor, que puede considerarse despectivo, basándose en el término mengol para "concubina".

## Prohibición constitucional
La Constitución de Palaos define el matrimonio como la unión entre "un hombre y una mujer" desde 2008. Esta prohibición constitucional se encontraba entre las 22 enmiendas aprobadas durante un referéndum el 4 de noviembre de 2008. Anteriormente, la Constitución no abordaba explícitamente el matrimonio entre personas del mismo sexo. El Artículo IV, Sección 13 de la Constitución se modificó para que señalara:

El gobierno garantizará los derechos, privilegios y responsabilidades matrimoniales y parentales conexos, sobre la base de la igualdad entre hombres y mujeres, el consentimiento mutuo y la cooperación. Todos los matrimonios contraídos en la República de Palaos serán entre un hombre y una mujer. Los padres o las personas que actúen en su calidad de padres serán legalmente responsables de la manutención y de la conducta ilícita de sus hijos menores, según lo prescrito por la ley.

En julio de 2019, en respuesta a una pregunta en una conferencia de prensa semanal, el presidente Tommy Remengesau Jr. se manifestó a favor de la derogación de la prohibición, calificándola de discriminatoria y afirmando su firme apoyo a la plena igualdad. «Que sean diferentes no significa que deban ser marginados, ciudadanos de segunda clase o que no puedan contribuir a la comunidad. Por lo tanto, quiero dejar claro que no creo en la enmienda constitucional que promueve la discriminación. Quiero que conste que apoyo el derecho de cada individuo, de cualquier palauano, a ser tratado con igualdad... Tratémonos con respeto y dignidad. Esto no será positivo para nosotros a nivel de la ONU, ya que la tendencia mundial es abrirse a estos derechos individuales, pero estamos dando un paso atrás», dijo. Concluyó sus declaraciones con: «Mientras crean en Dios como todos los demás, podemos tratarnos con respeto y dignidad». Activistas locales calificaron sus comentarios de «acto muy sorprendente y progresista».
En 2019 se lanzó una iniciativa popular liderada por Pearl Marumoto y Rondy Ronny, anunciada en un programa de televisión palauano, para legalizar el matrimonio entre personas del mismo sexo en Palaos. Los organizadores buscaron el apoyo del 25 % de los votantes registrados, como lo exige la Constitución de Palaos, para facilitar la votación sobre la derogación de la prohibición constitucional del matrimonio entre personas del mismo sexo. Para modificar la Constitución, se requiere una mayoría simple de los votos emitidos y la aprobación en 12 de los 16 estados de Palaos. Los observadores locales afirmaron que la iniciativa se enfrentaba a una ardua batalla. Hasta 2024, no se había celebrado ningún referéndum sobre la derogación de la prohibición.

## Leyes estatutarias
En Palaos, el matrimonio se rige por el Código Nacional, no por una Ley de Matrimonio específica (en palauano: Llach ra chebechiil). El Código Nacional estipula los requisitos legales necesarios para la emisión de una licencia de matrimonio entre dos ciudadanos, entre dos extranjeros o entre un extranjero y un ciudadano. El código no prohíbe expresamente los matrimonios entre personas del mismo sexo, pero sus disposiciones sobre los matrimonios entre dos extranjeros o entre un ciudadano y un extranjero establecen que el hombre debe tener al menos 18 años y la mujer, al menos 16. En febrero de 2014 se presentó un proyecto de ley al Senado de Palaos para definir el matrimonio en el Código Nacional como el celebrado entre un hombre y una mujer, con el fin de dar validez legal a la nueva definición constitucional del matrimonio. El proyecto de ley fue aprobado en primera lectura en mayo de 2014, pero finalmente no fue aprobado por el Congreso Nacional. La Fundación de Derechos Humanos Kaleidoscope Australia (KHRF) consideró que, de aprobarse, el proyecto de ley habría «afianzado aún más la discriminación contra las parejas del mismo sexo en la legislación palauana». En el segundo Examen Periódico Universal de Palaos, celebrado el 21 de enero de 2016, España recomendó al gobierno que legalizara el matrimonio entre personas del mismo sexo. El gobierno rechazó estas recomendaciones.
Palaos tampoco reconoce las uniones civiles, que otorgarían a las parejas del mismo sexo algunos de los derechos y beneficios del matrimonio. La KHRF informó en 2016 que la definición constitucional de matrimonio «no obstaculiza la capacidad del Congreso Nacional para legislar sobre otras formas de reconocimiento de relaciones».
La legislación palauana no prohíbe expresamente el reconocimiento de los matrimonios entre personas del mismo sexo celebrados válidamente en el extranjero, pero en 2014 se denegó un intento de registrar un matrimonio homosexual en el extranjero. Esta denegación no se llevó a juicio. Un informe gubernamental de 2023 recomendó que se reconociera el matrimonio entre personas del mismo sexo en el extranjero y que los cónyuges supervivientes accedieran a las prestaciones de la seguridad social. El informe, que según el vicepresidente Uduch Sengebau Senior puede servir como un valioso recurso para la toma de decisiones informadas y la formulación de políticas, también señaló que la comunidad LGBT de Palaos apoya la eliminación de la disposición constitucional que prohíbe el matrimonio entre personas del mismo sexo.